# Jiránkova vila
Jiránkova vila je rodinná vila, která stojí nad údolím Rokytky v Praze 9-Hrdlořezích v ulici Mezitraťová. Původně měl objekt číslo popisné 22.

## Historie
Pozemky na jižním svahu táhlého návrší, na kterých stála původní hospodářská usedlost zvaná „Winice“, patřily v 19. století do katastru obce Hloubětín a rozkládaly se na jeho západním okraji na pomezí s Hrdlořezy.
Pravděpodobně po roce 1600 zde vznikla zemědělská usedlost, obytné stavení pochází nejspíš z počátku 18. století. Roku 1911 je uváděn Bohumil Tichý, který zde vyráběl pivovarskou smolu.
Roku 1923 již nemovitost vlastnil Ladislav Jiránek, který objekt přestavěl pro potřeby továrny na výrobu cukrovinek, čokolády a trvanlivého pečiva; jeho bratr Antonín doplnil stavby o vysokou ohradní zeď zdobenou balustrádami a vázami. Antonín byl známým mecenášem umění. Ve vile měl sbírku obrazů a uměleckých předmětů, zejména díla jejich třetího bratra Miloše Jiránka (1875–1911), českého malíře a grafika.

## Popis
Areál vily je umístěn ve svahu obráceném k jihu. Na tomto pozemku bylo v jeho spodní části založeno arboretum, které obsahovalo kolem tří set cizokrajných, převážně jihoamerických stromů a keřů.
Vila měla velmi cenné umělecky kované okenní mříže a vrata. Do středu pseudorenesančního altánu kruhového půdorysu a vysokého přibližně tři metry vložili bratři Antonín a Ladislav barokizující vázu s popelem jejich zesnulého bratra Miloše. Tyto kovotepecké práce připomínající pavučinu bohatě zdobenou kovovými spirálami, smyčkami a stylizovanými rostlinnými motivy zhotovil mistr Alois Frolík.

## Po roce 1945
Roku 1945 přešla umělecká sbírka Jiránkovy rodiny do Národní galerie v Praze a o pět let později byla firma na výrobu cukrovinek s celým objektem vyvlastněna a přešla pod n.p. Orion.

## Po roce 1989
V 90. letech 20. století koupila firma Nestlé majetek n.p. Orion a s ním i Jiránkovu vilu s chátrající výrobnou. Roku 2006 koupil celý komplex ruský developer a firma Stavoreko následně započala s rekonstrukcí objektů a vybudováním sedmnácti bytů. V průběhu let 2014 - 2018 zde firma provozovala pronájem těchto bytů s názvem "Apartments Jiránkova Vila.
Roku 2018 pozemek odkoupila jiná firma a dále nový majitel požádal o demolici vily a přilehlých objektů z důvodu výstavby bytového komplexu.